# Народни стадион провинције Гуангдонг
Народни стадион провинције Гуангдонг (кин: 广东省人民体育场) је вишенаменски стадион у Гуангџоу у Кини. Углавном се користи за фудбалске утакмице. Стадион прима 15.000 људи. До стадиона је најбоље доћи ако се возите метроом Гуангџоу линијом 1. до станице Парк мученика.

## Историја
Раније познато као Донгџаочанг или „Игралиште Источне параде”, ово место је први пут коришћено као спортско игралиште 1906. године када је био домаћин првог атлетског такмичења у Гуангдонгу (и Кини) на нивоу провинције. Сун Јат Сен је наредио изградњу стадиона на том месту 1922. године, али он није завршен све до 1932. године.
Стадион је коришћен је као јапанско складиште за транспорт и залихе током окупације Гуангџоуа и бомбардован је када је Гуангџоу ослобођен.
Изградња Јусјушана је значила да Народни стадион није одржавао много спортских или грађанских догађаја високог профила од средине 1950-их па надаље. Међутим, она је била домаћин многих утакмица на Купу Гуангдонг-Хонг Конг, као и утакмица на инаугурационом Светском првенству за жене 1991. године.
За сезону кинеске Супер лиге 2017. године, фудбалски тим „Гуангџоу Р&Ф Ф.К.” је користио стадион као свој привремени дом за своја прва два меча док је Јусјушан био реновиран.